# Tobias Klysner
Tobias Klysner, né le 3 juillet 2001 au Danemark, est un footballeur danois qui évolue au poste d'ailier gauche à SønderjyskE.

## Biographie

### En club
Tobias Klysner est formé au Randers FC. En juin 2019 il est promu en équipe première et prolonge son contrat de quatre ans, tout comme Oliver Bundgaard. C'est avec ce club qu'il fait ses débuts professionnels, jouant son premier match le 14 avril 2019, lors d'une rencontre de Superligaen, l'élite du football danois, face à l'Hobro IK. Il entre en jeu à la place de Mikkel Kallesøe et son équipe s'impose par deux buts à un. En juin 2019, Klysner est définitivement promu en équipe première.
Klysner inscrit son premier but en professionnel le 30 octobre 2020, à l'occasion d'un match de championnat face au Vejle BK. Il entre en jeu à la place de Tosin Kehinde ce jour-là et marque quelques minutes plus tard sur un service de Mathias Greve. Il participe ainsi à la victoire des siens (0-3). Le 12 janvier 2021 il prolonge son contrat avec son club formateur jusqu'en 2024. Avec le Randers FC il joue la finale de la coupe du Danemark le 13 mai 2021 face à SønderjyskE. Il entre en jeu à la place de Tosin Kehinde et son équipe s'impose par quatre buts à zéro. Randers remporte donc le trophée et Klysner le premier titre de sa carrière,.
Le 31 août 2023, Tobias Klysner est prêté à l'Aalesunds FK jusqu'à la fin de la saison du championnat norvégien, soit jusqu'en décembre 2023. Le club dispose d'une option d'achat sur le joueur.
Le 25 janvier 2024, lors du mercato hivernal, Tobias Klysner quitte définitivement le Randers FC et rejoint SønderjyskE. Il signe un contrat courant jusqu'en juin 2027.

### En sélection
En 2017, Tobias Klysner représente l'équipe du Danemark des moins de 16 ans.

## Palmarès
Randers FC
- Coupe du Danemark (1) :
  - Vainqueur : 2020-21.